# Tennes
El tennes és un element sintètic amb símbol Ts i nombre atòmic 117. El tennes ocupa el penúltim lloc del 7è període de la taula periòdica, formant part del grup 17, el grup dels halògens. És el segon element més pesant sintetitzat fins avui (ma ≈ 294 u). Fou sintetitzat el 2009 per un equip russoestatunidenc encapçalat per Iuri Oganessian de l'Institut de Recerca Nuclear de Dubnà (JINR), Rússia, i anomenat per la IUPAC el 2016. El seu nom deriva de l'estat de Tennessee, als Estats Units (EUA), on hi ha el Laboratori Nacional d'Oak Ridge (ORNL), un dels participants en el projecte de recerca.

## Història

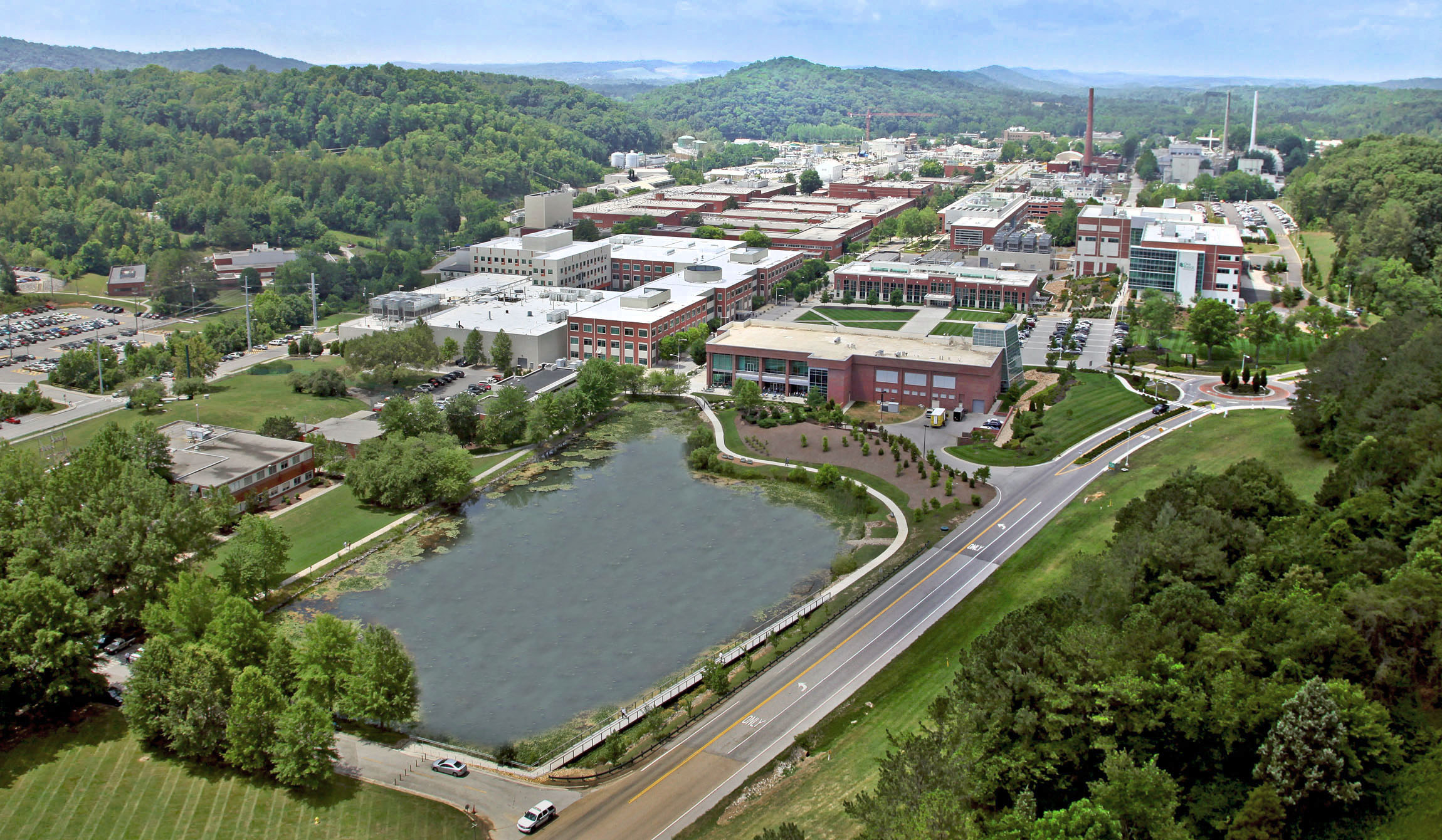
Campus del Laboratori Nacional d'Oak Ridge (ORNL), a Tennessee.

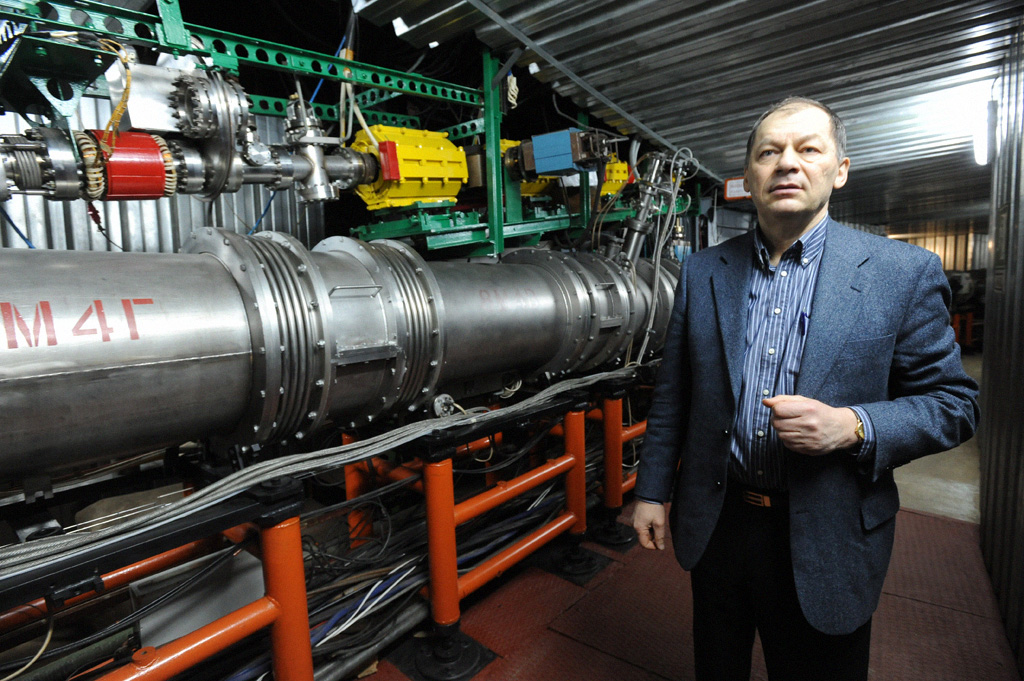
Col·lisionador de l'Institut de Recerca Nuclear de Dubnà.

El tennes fou descobert a finals del 2009 per un equip russoestatunidenc liderat pel físic rus Iuri Honrar Oganessian (1933) en el Laboratori Fliórov de Reaccions Nuclears (FLNR) de l'Institut de Recerca Nuclear de Dubnà (JINR), Rússia. Dos isòtops diferents del tennes, el tennes 293 i el tennes 294, foren produïts emprant reaccions nuclears molt asimètriques, fent incidir en el ciclotró U400 un feix extremadament intens de cations calci 48 sobre un blanc de berkeli 249. Aquest havia sigut sintetitzat per irradiació durant més de 8 mesos de curi i americi en el reactor d'alt flux del Laboratori Nacional d'Oak Ridge (ORNL), a l'estat de Tennessee, EUA.

Després de la separació química, duta a terme també en l'ORNL, s'obtingueren 22,2 mg de berkeli 249 amb una quantitat mínima d'impureses. La reacció nuclear de fusió calenta produí un nucli compost de nombre atòmic Z = 117 i 180 neutrons, el tennes 297, que seguidament perdé 4 o 3 neutrons per a donar tennes 293 i tennes 294, respectivament. Les reaccions nuclears són:
{\displaystyle {\ce {^249_97Bk + ^48_20Ca -> ^297_117Ts}}}
{\displaystyle {\ce {^297_117Ts -> ^293_117Ts + 4 ^1_0n}}}
{\displaystyle {\ce {^297_117Ts -> ^294_117Ts + 3 ^1_0n}}}

Dues de les cadenes de desintegració dels isòtops de tennes.

En l'experiment, que durà més de dos mesos, s'observaren sis cadenes de desintegració: cinc corresponents al tennes 293 i una al tennes 294. Aquestes cadenes de desintegració són les que permeteren deduir l'existència dels primers nuclis que les havien iniciat. A més del descobriment dels dos isòtops de tennes, les desintegracions alfa successives generaren nous isòtops de moscovi 289 i 290 i de nihoni 285 i 286, mai observats. La desintegració α que dona moscovi 289 i una partícula α (heli 4) hom pot representar-la com:
{\displaystyle {\ce {^293_117Ts -> ^289_115Mc + ^4_2He}}}
En un segon experiment del mateix grup d'investigadors, es descobriren cinc noves cadenes de desintegració del tennes 293 i dues del tennes 294.

Mentrestant, l'equip de la Societat per a la Recerca Nuclear de Darmstadt (GSI), Alemanya, havia iniciat la cerca de l'element 119, anomenat ununenni, bombardejant un blanc de berkeli 249 amb ions de titani 50. Havien dedicat molt d'esforç a perfeccionar el seu muntatge experimental per a aquesta finalitat, generant un feix de 50Ti molt intens, implementant un sistema d'adquisició de dades digital i treballant per reduir la radiació de fons. Però, després de quatre mesos d'experiment, l'element 119 continuava sense ser descobert. El blanc radioactiu de 249Bk s'estava desintegrant i la tensió augmentava a l'equip, de manera que el 2012 van canviar a un feix de calci 48 per verificar el seu muntatge experimental, intentant detectar un element superpesant rar però ja conegut. Fent això, van confirmar l'existència de l'element 117 mitjançant una síntesi independent, i van constatar que la manca de detecció en l'experiment de l'element 119 indicava simplement que la secció eficaç de fusió per a aquesta reacció era més petita del que s'esperava.

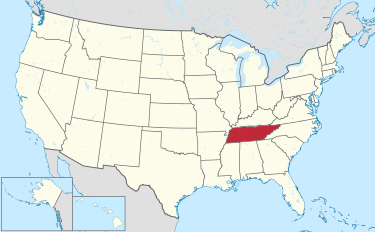
Situació de l'estat de Tennessee als EUA.

El gener de 2016 el descobriment de l'element 117 fou reconegut per la Unió Internacional de Química Pura i Aplicada (IUPAC) i la Unió Internacional de Física Pura i Aplicada (IUPAP). Els descobridors l'anomenaren tennessine en anglès, ‘tennes’, per l'estat de Tennessee, on es troben centres d'investigació d'elements transurànics (com el Laboratori Nacional d'Oak Ridge, la Universitat Estatal de Tennessee a Knoxville i la Universitat Vanderbilt). El nom tennessine fou aprovat per la IUPAC el novembre de 2016.

## Propietats
Amb els isòtops del tennes obtinguts de període de semidesintegració, o semivida, tan baix no és possible realitzar estudis experimentals de les seves propietats físiques i químiques. Tanmateix, es poden fer càlculs teòrics o extrapolacions de les propietats dels elements del mateix grup, el grup dels halògens o grup 17 de la taula periòdica. Així, es preveu que sigui sòlid a temperatura ambient.

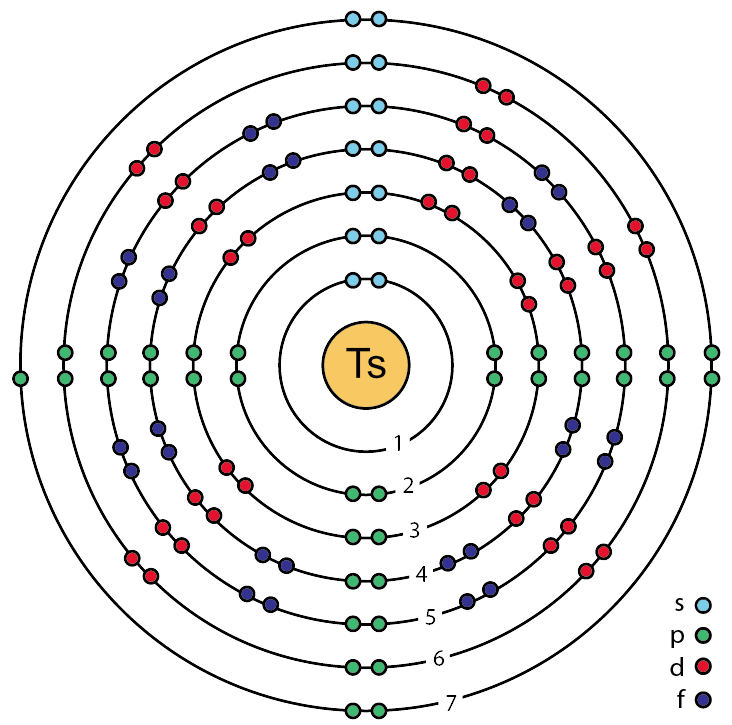
Representació de l'estructura electrònica del tennes. Només li manca un electró per completar el setè nivell energètic.

Els halògens es caracteritzen pel fet que la seva capa d'electrons exterior només falta un electró per formar una configuració electrònica estable de gas noble. D'aquesta manera s'ha estimat que la configuració electrònica del tennes hauria de ser [Rn] (5f)14(6d)10(7s)2(7p)5. Com a resultat, la majoria dels halògens formen anions estables en l'estat d'oxidació –1, anomenats anions halogenur. L'afinitat electrònica calculada teòricament dona un valor de 2,4 eV. Nogensmenys, en el grup dels halògens, l'estabilitat de l'anió halogenur disminueix del fluor a l'àstat. En part per aquesta raó, encara no se sap si el tennes es comporta com un element típic del grup 17, la qual cosa també podria ser deguda a possibles efectes relativistes. Molt probablement, el tennes es comporta molt més com un metall, i s'espera que l'estat d'oxidació +1 sigui el seu estat d'oxidació més estable, mentre que l'estat d'oxidació –1, que és el més estable en els altres halògens, seria inestable. No és un cas aïllat, ja que el seu veí, l'oganessó, podria ser més reactiu que la resta dels gasos nobles, grup al qual pertany, i això implicaria el final de la periodicitat tal com s'entén actualment.
Un estudi realitzat amb els halogenurs d'hidrogen indica que el tennes tendria un radi covalent de 159,76 pm, i el tennessur d'hidrogen una longitud d'enllaç H—Ts de 196,76 pm, una energia d'enllaç H—Ts de 163,03 kJ/mol i un moment dipolar d'enllaç H—Ts de 0,24 D.
|                             | H—F    | H—Cl   | H—Br   | H—I    | H—At   | H—Ts   |
| --------------------------- | ------ | ------ | ------ | ------ | ------ | ------ |
| Longitud d'enllaç (pm)      | 91,69  | 127,46 | 141,45 | 160,90 | 170,00 | 196,76 |
| Energia d'enllaç (kJ/mol)   | 569,68 | 431,36 | 366,20 | 298,26 | 243,34 | 163,03 |
| Moment dipolar d'enllaç (D) | 1,826  | 1,109  | 0,827  | 0,448  | 0,22   | 0,24   |

## Isòtops
A principis de 2025 només s'havien sintetitzat dos isòtops del tennes, els de nombres màssics 293 i 294. L'observació d'altres isòtops per desintegració de núclids més pesants no és possible perquè només se n'han sintetitzat de l'element més pesant, l'oganessó, que té un nombre atòmic una unitat superior (un protó més al nucli). Per aquesta raó, com que la desintegració habitual d'aquests núclids superpesants és la desintegració α, amb la sortida de dos protons i dos neutrons del núclid (partícula α), l'oganessó dona isòtops de livermori. Quan s'aconsegueixi sintetitzar l'element 119, l'ununenni, es desintegrarà molt probablement mitjançant desintegració α i pot produir nous isòtops de tennes. 

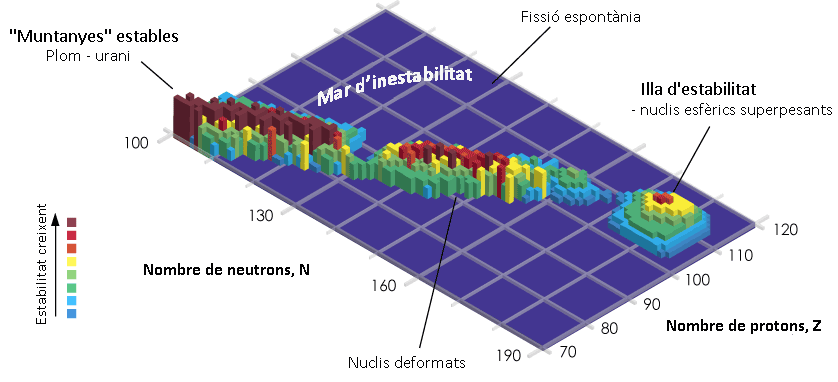
L'illa d'estabilitat tendria el centre en el núclid de Z = 114 i N = 184, corresponent al núclid «doblement màgic» (capa nuclear completa) ^{298}Fl. El tennes 293 té Z = 117 i N = 176, i el tennes 294 té Z = 117 i N = 177, per tant, estan situats en una zona molt propera a l'illa d'estabilitat.

L'existència dels dos isòtops de tennes i els seus períodes de semidesintegració (t½ = 14 ms pel 293Ts amb N = 176 neutrons i t½ = 78 ms pel 294Ts amb N = 177) denoten un augment de l'estabilitat nuclear amb el nombre creixent de neutrons (també s'observa al livermori, el 292Lv té un t½ = 15 ms amb N = 116, el 293Lv té t½ = 53 ms amb N = 117), la qual cosa concorda amb l'existència d'una illa d'estabilitat en aquesta zona de nuclis, predita per diversos models teòrics i encara no confirmada i que estaria situada al voltant del 298Lv. L'element estable més pesant és el plom 208 (Z = 82 i N = 126), té capes tancades de neutrons i protons en el nucli atòmic, una propietat relacionada amb l'estabilitat, per la qual cosa hom el classifica com a «doblement màgic». Les estimacions teòriques situen el següent nucli doblement màgic a les proximitats de N = 184 i Z entre 114 i 126, el presumpte centre de l'illa d'estabilitat. Els períodes de semidesintegració d'aquests núclids podrien ser substancials, potser centenars o, fins i tot, milions d'anys. Apropar-se a l'illa pot permetre estudis químics d'elements desconeguts anteriorment amb un nombre extrem d'electrons. L'illa també presenta una oportunitat per avançar en la física nuclear explorant les propietats dels nuclis amb un nombre extrem de neutrons i protons, nuclis que potser no existeixen actualment a la natura.